# Benedetto Naro
Benedetto kardinal Naro, italijanski rimskokatoliški duhovnik, škof in kardinal, * 26. julij 1744, Rim, † 6. oktober 1832.

## Življenjepis
8. marca 1816 je bil imenovan za kardinala in imenovan za kardinal-duhovnika S. Clemente.
29. novembra 1818 je bil imenovan za prefekta Indexa.